# 熊澤伸哉
熊澤 伸哉（くまざわ しんや、1981年8月6日 - ）は、日本の男性総合格闘家。沖縄県浦添市出身。

## 来歴
中学校の担任から格闘技団体UFCを紹介してもらい、柔術をスタートする。約1年の稽古期間を得て総合格闘技道場「武限」を紹介され所属。武限道場に所属後、沖縄県内のアマチュア総合格闘技大会、グラップリング大会に出場。
- 2002年　アマチュアパンクラス オープントーナメント出場。70kg未満級優勝[3]。

その後、陸上自衛隊に入隊し自衛隊格闘技を学ぶ。陸上自衛隊を退役後、当時PRIDEで活躍していた五味隆典の助言からプロの道を選びプロデビューを目指す。
- 2005年　アマチュアパンクラス オープントーナメント出場・120kg未満級優勝[3]。
- 2006年　PANCRASENEO BLOOD TOURNAMEN出場・準優勝に終わる[3]。
- 2007年　ROF28出場　ドゥエイン・ラドウィックとメンイイベントで対戦。2R・TKOで敗退[4]。
- 2008年　沖縄TENKAICHI出場　アレッシャンドレ・小川とMMAで対戦。2R・ヒールホールドで勝利[5]。
- 2010年　キングオブザケージ（KOTC）出場。スティーブ・ヘクトと対戦。初の金網大会で1R・腕十字で勝利[6]。
- 2012年　前田日明の主催するTHEOUTSIDER vs ブラジル対抗戦の試合に推薦され出場。1R・アームロックで勝利[7]。
- 2013年　THE OUTSIDER 65-70王者挑戦権をかけたトーナメントに出場。1回戦佐野哲也、2回戦YOSHIKIに勝利しチャンピオン挑戦権を獲得。
- 2013年12月　THE OUTSIDER 65-70タイトルマッチ出場。ROYと対戦。1R・ヒールホールドで勝利。THE OUTSIDER 65-70kg級第3代王者に輝く[8]。
- 2014年　THE OUTSIDERタイトルマッチ出場。初防衛戦で吉永啓之輔と対戦。1R・主催者前田日明のタオル投入によりTKO負け[9]。
- 2015年　イウリ・メシアス（ブラジル／闘英館サンパウロ）と武勇伝ライト級王者タイトルマッチで対戦。1R・ヒールホールドで勝利。初代武勇伝ライト級王者に輝く[10]。

平直行の弟子となり武術の道へ進む。
- 2020年　YouTubeチャンネル「-熊澤 伸哉- Sinya Kumazawa」を開設
- 2021年11月　RIZIN.32に初参戦。タナー・ロレンツォと対戦。道着を着ての出場となるも、2R・送り襟絞めで敗退[1]。
- 2022年4月　総合格闘技GFC大会出場。3R・チョークスリーパーで勝利。タイトル挑戦権獲得[11]。

## 戦績

### プロ総合格闘技
| 総合格闘技 戦績 | 総合格闘技 戦績 | 総合格闘技 戦績 | 総合格闘技 戦績 | 総合格闘技 戦績 | 総合格闘技 戦績 | 総合格闘技 戦績 |
| --------------- | --------------- | --------------- | --------------- | --------------- | --------------- | --------------- |
| 17 試合         | (T)KO           | 一本            | 判定            | その他          | 引き分け        | 無効試合        |
| 6 勝            | 0               | 6               | 0               | 0               | 0               | 0               |
| 11 敗           | 3               | 3               | 5               | 0               | 0               | 0               |

| 勝敗 | 対戦相手               | 試合結果                       | 大会名                                        | 開催年月日     |
| ○    | 菱沼剛                 | 3R 3:59 リアネイキッドチョーク | GFC MCCS FIGHT NIGHT 2022                     | 2022年4月23日  |
| ×    | タナー・ロウレンコ     | 2R 1:34 コラーチョーク         | RIZIN.32                                      | 2021年11月20日 |
| ×    | 伊礼真也               | 2R 0:05 KO                     | PANCRASE PROGRESS TOUR 6                      | 2012年5月20日  |
| ×    | 田口俊浩               | 5分2R終了 判定0-3              | LEGEND 2                                      | 2011年12月11日 |
| ○    | フラビオ・タナカ       | 1R 2:22 アンクルロック         | TF SUPER FIGHT 6                              | 2011年8月28日  |
| ×    | 小笠原仁               | 1R 3:37 TKO                    | RISING ON 7 2011フライ級トーナメント決勝      | 2011年5月29日  |
| ×    | 大崎大海               | 5分2R終了 判定0-3              | TF SUPER FIGHT 1                              | 2010年7月11日  |
| ○    | スティーブ・ヘクト     | 1R 2:14 腕ひしぎ十字固め       | KOTC TORYUMON                                 | 2010年1月30日  |
| ×    | 手塚基伸               | 5分2R終了 判定1-2              | TF FIGHT 42                                   | 2009年10月18日 |
| ○    | 伊丹彰夫               | 1R 2:00 リアネイキッドチョーク | TF FIGHT 37                                   | 2009年5月17日  |
| ×    | ジャミール・マスー     | 2R 2:54 三角絞め               | NEXT JAPAN 激突 CLASH THE NATIONS             | 2008年11月23日 |
| ×    | 臼井颯                 | 5分2R終了 判定0-3              | TF FIGHT 26                                   | 2008年6月15日  |
| ○    | アレクサンダー・小川   | 2R 2:53 ヒールフック           | OMAF OKINAWA GRAPPLE TRADITION                | 2008年3月2日   |
| ×    | ニック・アガラー       | 1R 2:25 TKO                    | FCC 31                                        | 2007年11月10日 |
| ×    | ドウェイン・ラドウィグ | 2R 4:32 腕三角絞め             | ROF 28 EVOLUTION                              | 2007年2月16日  |
| ×    | 本田亜咲樹             | 5分2R終了 判定0-3              | PANCRASE 2006 NEO-BLOOD TOURNAMENT FINALS     | 2006年7月28日  |
| ○    | 原田利勝               | 1R 4:10 リアネイキッドチョーク | PANCRASE 2006 NEO-BLOOD TOURNAMENT SEMIFINALS | 2006年4月2日   |

### アマチュア総合格闘技
| 勝敗 | 対戦相手   | 試合結果                        | 大会名                                          | 開催年月日     |
| ×    | 吉永啓之輔 | 1R 2:47 TKO（コーナーストップ） | RINGS THE OUTSIDER 32                           | 2014年9月7日   |
| ○    | 浅見亮     | 1R 1:56 ヒールフック            | RINGS THE OUTSIDER 28                           | 2013年12月8日  |
| ○    | 柿内ヘンリ | 1R 2:46 キムラ                  | RINGS THE OUTSIDER 19                           | 2011年11月13日 |
| ○    | 高田谷悟   | 1R 2:30 ヒールフック            | PANCRASE 2006 NEO-BLOOD TOURNAMENT ELIMINATIONS | 2006年2月19日  |
| ○    | 武田将志   | 1R 2:14 逆ヒールフック          | PANCRASE 2006 NEO-BLOOD TOURNAMENT ELIMINATIONS | 2006年2月19日  |
| ○    | 中条学     | 1R 2:23 キムラ                  | PANCRASE 2006 NEO-BLOOD TOURNAMENT ELIMINATIONS | 2006年2月19日  |
| △    | 外山浩孝   | 5分2R終了 時間切れ              | PANCRASE SPIRIT 8                               | 2002年11月30日 |

## メディア出演
TV
- サザエさん (2020年3月、フジテレビ) - 熊澤家族で出演
- ニンゲン観察バラエティモニタリング(2020年8月、(TBS) - 「倖田來未に一生のお願いを叶えてもらう」のドッキリ企画出演
- 明鏡止水〜武のKAMIWAZA～ (2022年11月、NHK) -

## 福祉活動
沖縄県において発達障害児の支援をはじめとした福祉事業を展開する篤志家でもある。
- 2017年10月 - 放課後等デイサービス ジャンプステージ開所
- 2018年9月 - 放課後等デイサービス ジャンプステージヒーロー開所
- 2020年11月 - 放課後等デイサービス FOCUS -ふぉーかす-開所
- 2021年11月 - 放課後等デイサービス アスリート工房開所
- 2024年10月 - 相談支援事業所 沖縄県こども福祉センター開所

## タイトル
アマチュア時代
- アマチュアパンクラス全日本70以下級優勝
- アマチュアパンクラス全日本無差別級優勝

プロ時代
- PANCRASE NEO BLOOD TOURNAMEN準優勝
- THE OUTSIDER 65-70 第3代王者
- 武勇伝ライト級初代チャンピオン